# Ars-en-Ré
Ars-en-Ré is een gemeente in het Franse departement Charente-Maritime (regio Nouvelle-Aquitaine). De gemeente telde op 1 januari 2022 1.306 inwoners, die Arsais worden genoemd. De plaats maakt deel uit van het arrondissement La Rochelle. Het is een van de tien gemeenten op het eiland Île de Ré. Ars-en-Ré is lid van Les Plus Beaux Villages de France. De kerk (15e eeuw) heeft een opvallende spits, die onderaan wit en bovenaan zwart is. Deze werd in het verleden door de vissers gebruikt als herkenningspunt en was door zijn opvallende kleuren zowel 's nachts als overdag zichtbaar.

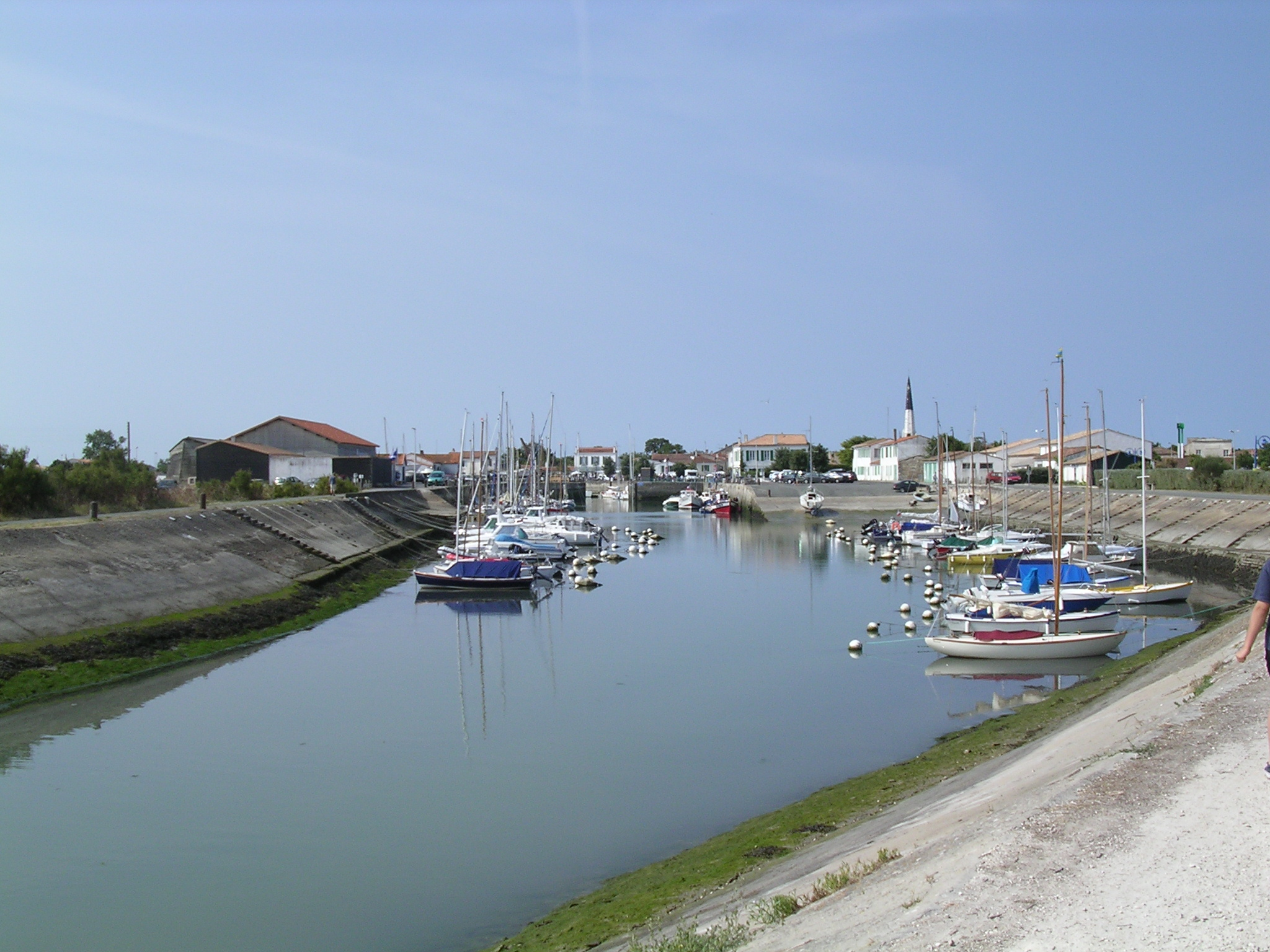
Haven Ars-en-Ré
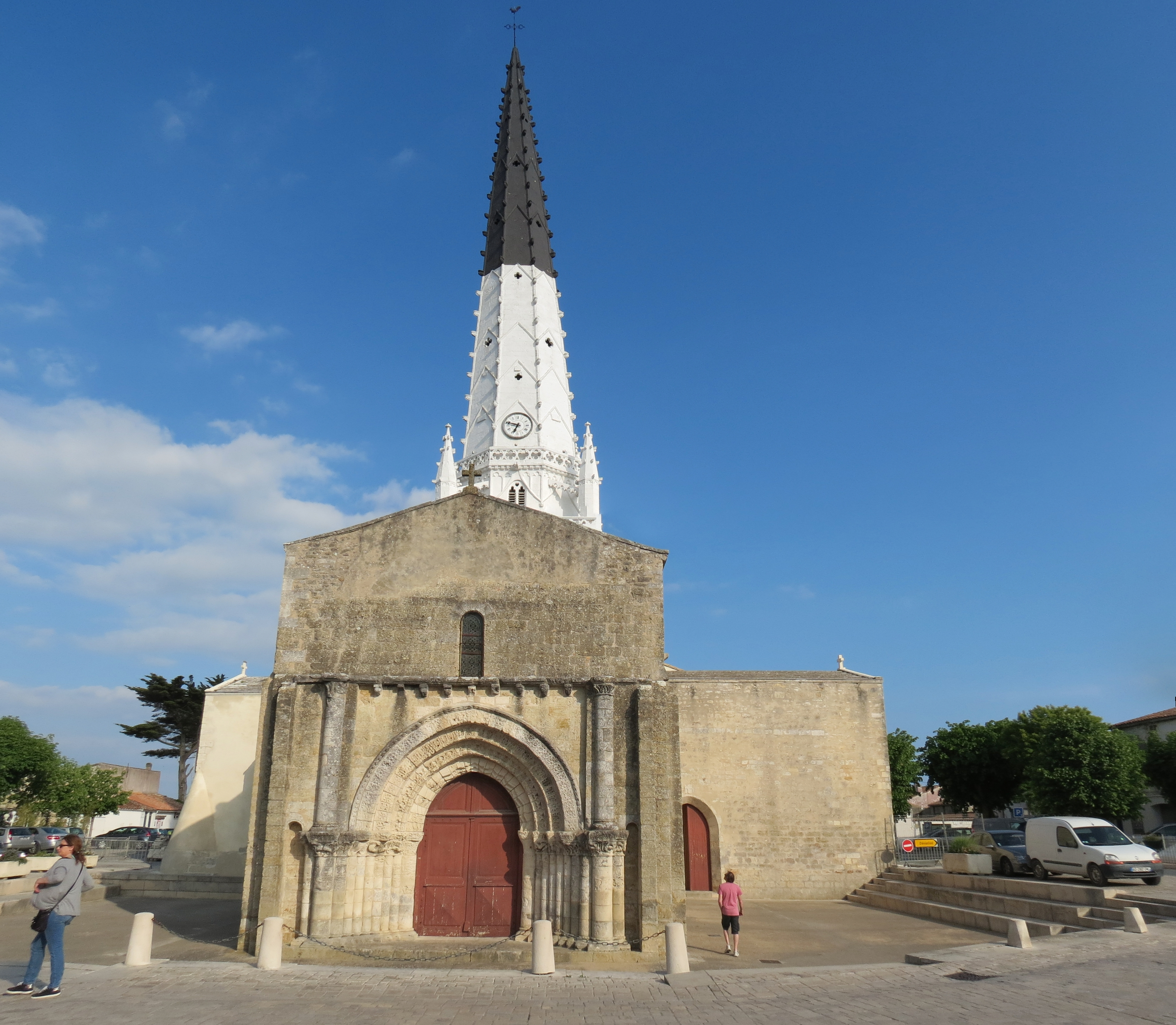
Kerk Saint-Étienne
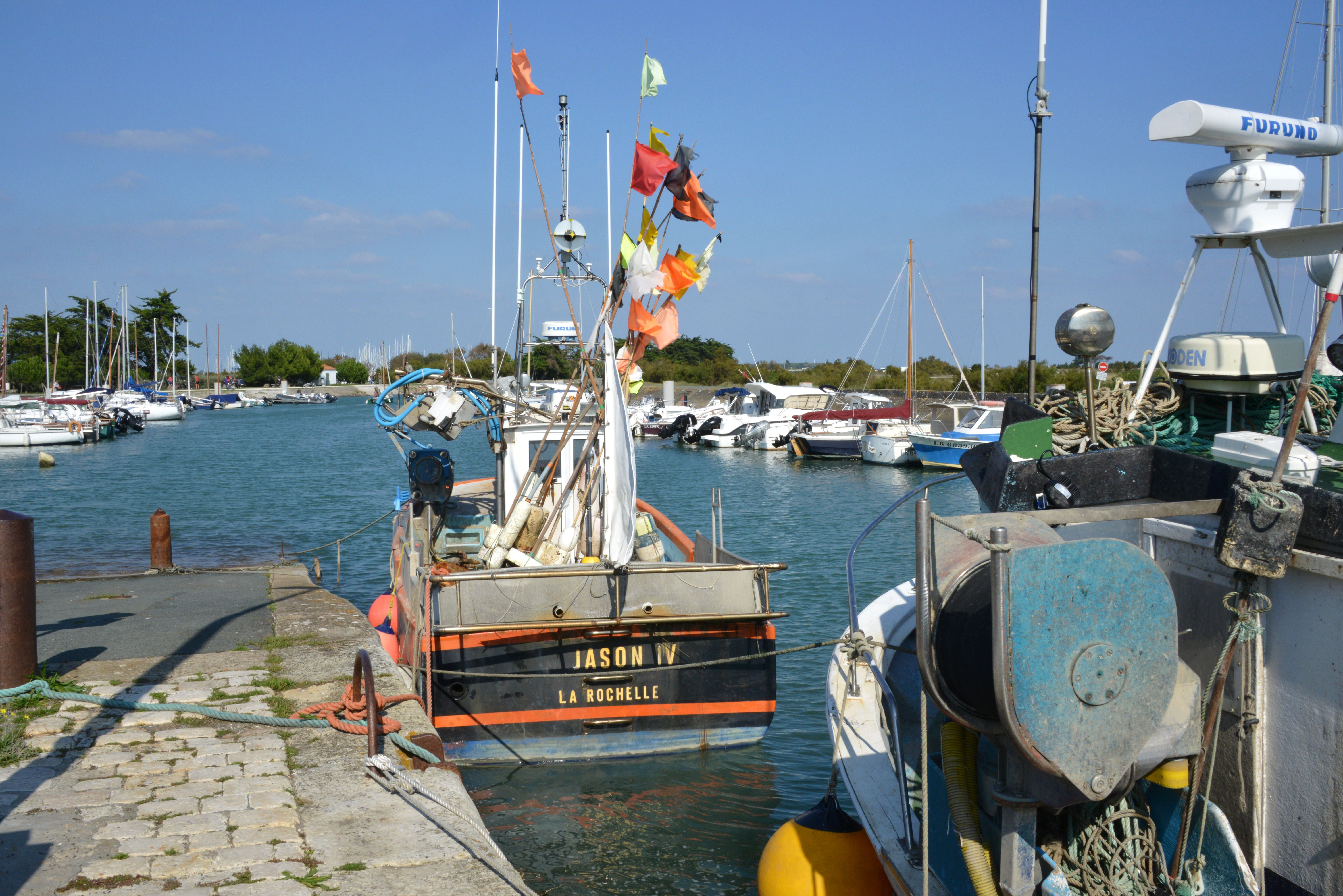
Vissersboten in de haven
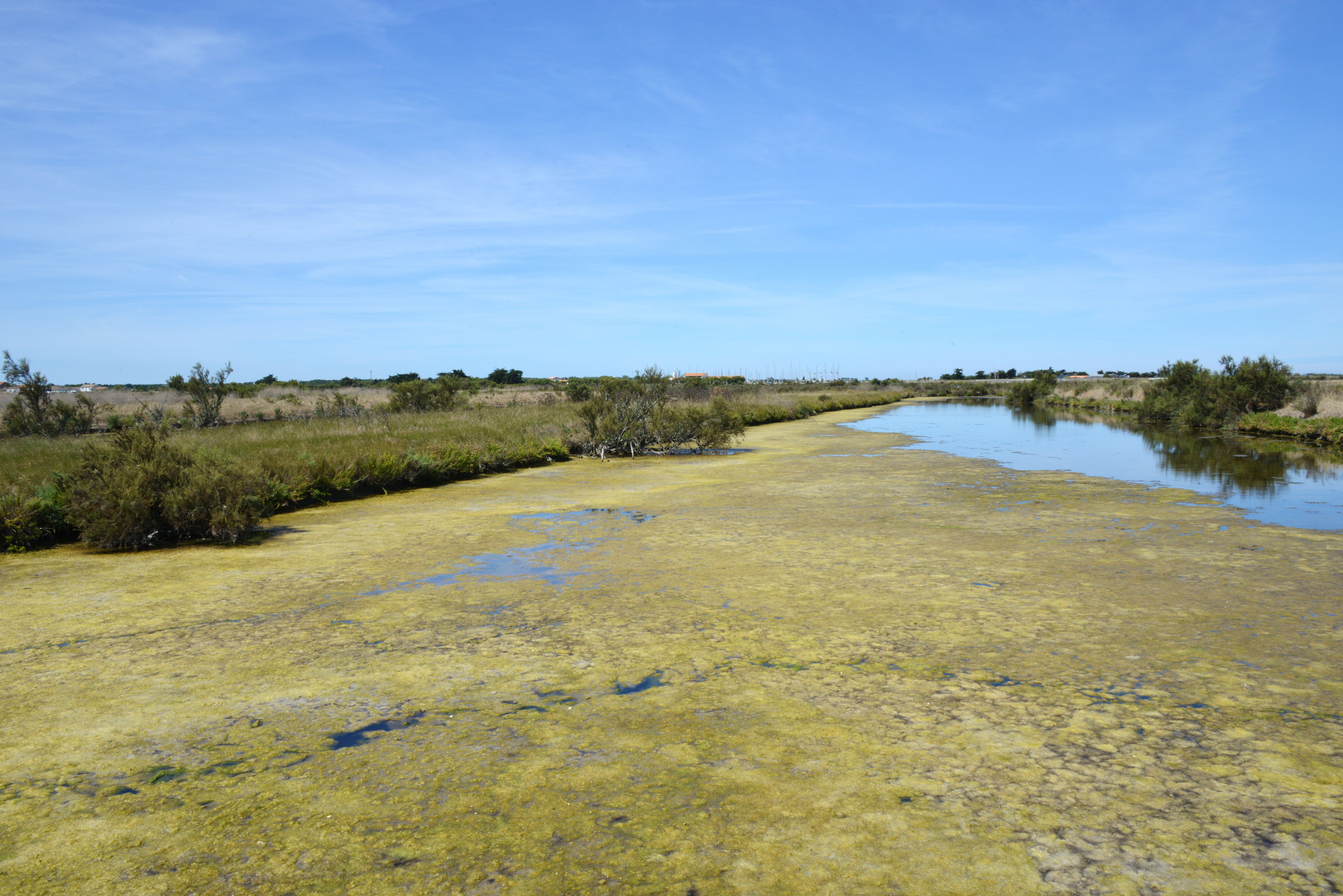
Zoutmoeras

## Geografie
De oppervlakte van Ars-en-Ré bedroeg op 1 januari 2022 10,95 vierkante kilometer; de bevolkingsdichtheid was toen 119,3 inwoners per km². De gemeente grenst in het zuiden aan zee (Pertuis d'Antioche) en in het noorden aan de zoutmoerassen en de beschutte baai van Fier d'Ars.
De onderstaande kaart toont de ligging van Ars-en-Ré met de belangrijkste infrastructuur en aangrenzende gemeenten.

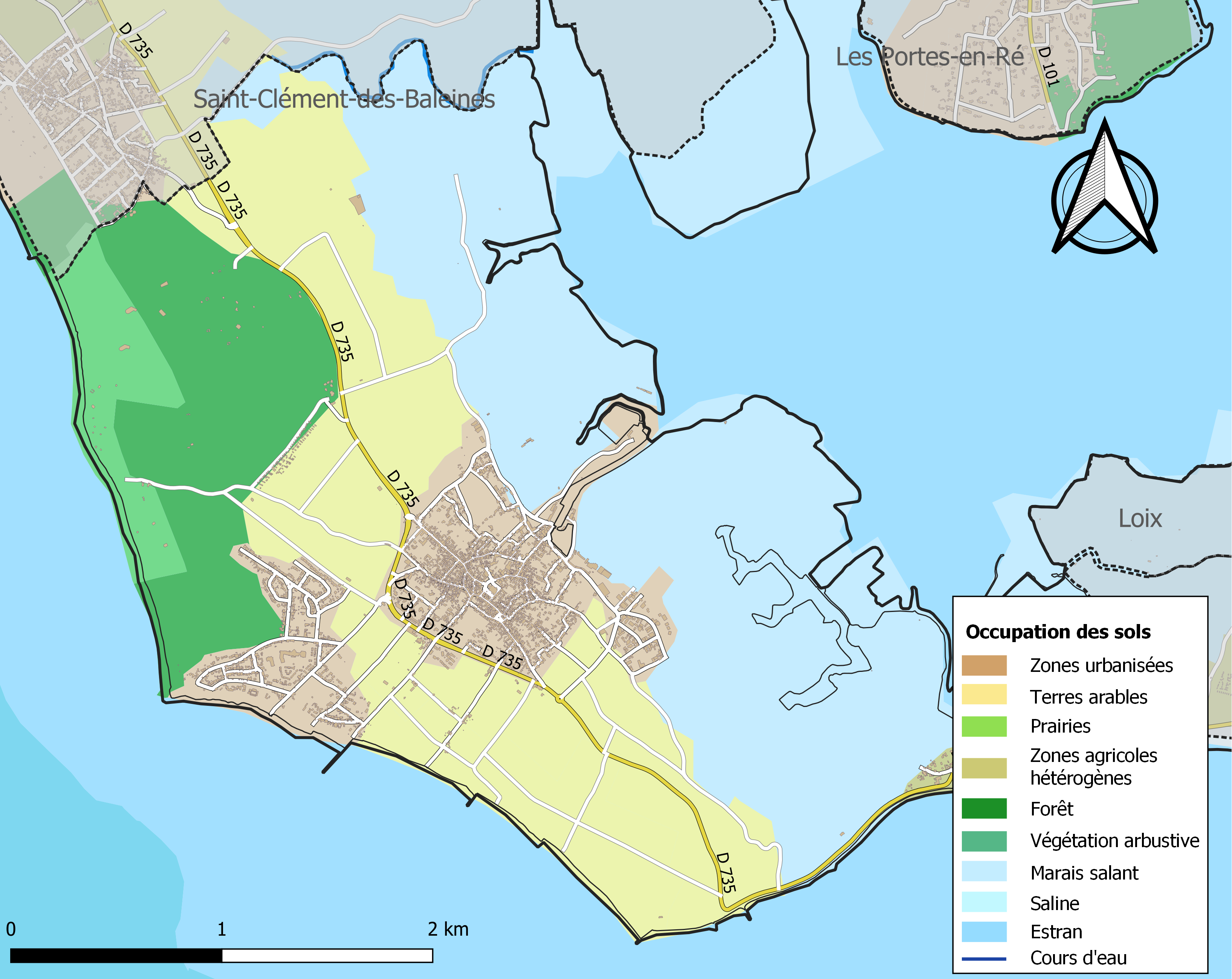

## Demografie
Onderstaande figuur toont het verloop van het inwonertal (bron: INSEE-tellingen).